# Everett Mitchell
Everett Mitchell (ur. 15 marca 1898, zm. 12 listopada 1990) – amerykański wokalista gospel i innowator radiowy.

## Wyróżnienia
Posiada swoją gwiazdę na Hollywoodzkiej Alei Gwiazd.